# حافظ جلاجل باخرزی
حافظ جلاجل باخرزی از خوانندگان و خنیاگران زمان شاه طهماسب یکم، شاه اسماعیل دوم، شاه محمد خدابنده و شاه عباس یکم بود. وی در خوانندگی و گویندگی در عصر خود بر دیگران برتری داشته است. اسکندربیک ترکمان در کتاب عالم آرای عباسی درباره او می‌نویسد: «حافظ جلاجل خوانندگی و گویندگی را جمع کرده در هر دو شیوه مرتبه کمال داشت.» وی لقب چالچی‌باشی داشت و در زمان شاه عباس یکم قرب و منزلت یافت. حافظ جلاجل را به داشتن مذهب تسنن نزد شاه متهم می‌کردند. وی سرانجام در قزوین درگذشت.